# 유정천리
《유정천리》는 한국에서 제작된 남홍일 감독의 1959년 영화이다. 박암 등이 주연으로 출연하였고 이종건 등이 제작에 참여하였다.

## 출연

### 주연
- 박암
- 이민자
- 김진규

## 기타
- 조명: 이종면
- 녹음: 이경순
- 미술: 홍성칠